# سئونگسان-گو
سئونگسان-گو (به لاتین: Seongsan-gu) یک منطقهٔ مسکونی در کره جنوبی است که در چانگ‌وون واقع شده‌است. سئونگسان-گو ۸۱٫۳۴ کیلومتر مربع مساحت و ۲۴۵٬۹۶۱ نفر جمعیت دارد.